# 248 av. J.-C.
Cette page concerne l'année 248 av. J.-C. du calendrier julien proleptique.

## Événements
- 19 mai (21 avril du calendrier romain) : début à Rome du consulat de Publius Servilius Geminus II et Caius Aurelius Cotta II[1].

- Renouvellement du traité entre Rome et Syracuse[2]. Hiéron II obtient d’être délivré du tribut qu’il lui versait depuis 263 av. J.-C.
- Hannon le Grand, rival d’Hamilcar Barca, conduit une expédition victorieuse en Numidie contre les chefs rebelles[2].
- Tiridate succède à son frère Arsace comme roi des Parthes (fin de règne en 211 av. J.-C.)[3]. Profitant des luttes entre Lagides et Séleucides, il s’empare de l’Hyrcanie. Il y lève des contributions qui lui permettent de recruter des mercenaires parmi les peuples nomades des régions limitrophes. Il vainc Séleucos II Kallinikos qui tentait de récupérer les territoires dissidents entre 247 et 246. À la suite de cette victoire, Tiridate prend le titre de roi et transfère sa capitale à Hécatompylos[4].

## Décès
- Arsace Ier, roi des Parthes, fondateur de la dynastie arsacide (ou -211).